# Atletiek op de Paralympische Zomerspelen 2024 - 100 m vrouwen T64
De 100 meter voor vrouwen klasse T64 op de Paralympische Zomerspelen 2024 vond plaats op 5 september (series) en 6 september (finale) in het Stade de France. Deze klasse is voor atletes atletes met een prothese vanwege een beenamputatie of een beenlengteverschil. Dit is een gecombineerde klasse met T62 en T44, wat dan ook de reden is dat er in deze klasse in 2024 twee paralympische records zijn behaald. De winnares van 2020 was Marlène van Gansewinkel uit Nederland. Zij werd opgevolgd door haar landgenote Fleur Jong, Kimberly Alkemade behaalde het zilver en Marlène van Gansewinkel won de bronzen medaille.

## Records
Voorafgaand aan het toernooi waren dit de wereldrecords en Paralympische records.
| Wereldrecord        | T44 | Duitsland Irmgard Bensusan        | 12.72 | Leverkusen | 21 juni 2019     |
| Paralympisch record | T44 | Duitsland Irmgard Bensusan        | 12.89 | Tokio      | 3 september 2021 |
|                     |     |                                   |       |            |                  |
| Wereldrecord        | T62 | Nederland Fleur Jong              | 12.35 | Hengelo    | 30 juni 2024     |
| Paralympisch record | T62 | Nederland Fleur Jong              | 13.10 | Tokio      | 3 september 2021 |
|                     |     |                                   |       |            |                  |
| Wereldrecord        | T64 | Nederland Kimberly Alkemade       | 12.46 | Nottwil    | 7 juni 2024      |
| Paralympisch record | T64 | Nederland Marlène van Gansewinkel | 12.78 | Tokio      | 3 september 2021 |

## Series
De eerste drie van beide series kwalificeerden zich direct voor de finale. Van de overgebleven atletes kwalificeerden bovendien de twee snelsten zich voor de finale.

#### Serie 1
| Rang | Baan | Kl. | Naam                       | Naam | Tijd         | Bijz. |
| ---- | ---- | --- | -------------------------- | ---- | ------------ | ----- |
| 1    | 9    | T64 | Kimberly Alkemade          | NED  | 12.61        | Q, PR |
| 2    | 2    | T64 | Marlene van Gansewinkel    | NED  | 12.68        | Q     |
| 3    | 3    | T44 | Irmgard Bensusan           | GER  | 13.20        | Q     |
| 4    | 6    | T64 | Beatriz Hatz               | USA  | 13.28        |       |
| 5    | 4    | T44 | Annie Carey                | USA  | 13.39        |       |
| 6    | 5    | T64 | Yaimillie Marie Diaz Colon | PUR  | 13.62        | PB    |
| 7    | 7    | T64 | Giuliana Chiara Filippi    | ITA  | 13.73 (.722) |       |
| 8    | 8    | T64 | Fiona Pinar Batalla        | ESP  | 13.73 (.728) |       |

### Serie 2
| Rang | Baan | Kl. | Naam                         | Naam | Tijd  | Bijz. |
| ---- | ---- | --- | ---------------------------- | ---- | ----- | ----- |
| 1    | 4    | T62 | Fleur Jong                   | NED  | 12.48 | Q, PR |
| 2    | 7    | T64 | Femita Ayanbeku              | USA  | 12.98 | Q, PB |
| 3    | 8    | T62 | Abassia Rahmani              | SUI  | 13.06 | Q, PB |
| 4    | 9    | T62 | Sara Andres Barrio           | ESP  | 13.20 | q     |
| 5    | 3    | T64 | Marissa Papaconstantinou     | CAN  | 13.24 | q     |
| 6    | 6    | T64 | Saki Takakuwa                | JPN  | 13.85 |       |
| 7    | 5    | T64 | Amaris Sofia Vazquez Collazo | PUR  | 15.57 |       |

## Finale
| Rang   | Baan | Kl. | Naam                     | Naam | Tijd  | Bijz. |
| ------ | ---- | --- | ------------------------ | ---- | ----- | ----- |
| Goud   | 7    | T62 | Fleur Jong               | NED  | 12.54 |       |
| Zilver | 6    | T64 | Kimberly Alkemade        | NED  | 12.70 |       |
| Brons  | 4    | T64 | Marlene van Gansewinkel  | NED  | 12.72 |       |
| 4      | 2    | T62 | Sara Andres Barrio       | ESP  | 13.03 |       |
| 5      | 8    | T62 | Abassia Rahmani          | SUI  | 13.10 |       |
| 6      | 5    | T64 | Femita Ayanbeku          | USA  | 13.15 |       |
| 7      | 9    | T64 | Marissa Papaconstantinou | CAN  | 13.25 |       |
| 8      | 3    | T44 | Irmgard Bensusan         | GER  | 13.31 |       |